# Jernej Demšar (zdravnik)
Jernej Demšar, slovenski zdravnik in univezitetni profesor, * 19. avgust 1875, Železniki,  † 2. april 1961, Lesce.
Jernej Demšar je medicino je študiral na Dunaju in leta 1901 promoviral. Specializacijo je opravil v letih 1902−1908 na Dunaju in Hamburgu. Od 1908 je delal kot zdravnik specialist dermatolog v Ljubljani. Leta 1945 je bil imenovan za rednega profesorja na Medicinski fakulteti v Ljubljani in prvega predstojnika dermatološke klinike.
Demšar je bil nestor slovenske dermatovenerologije in med zdravniki te stroke najpomembnejša osebnost med obema svetovnima vojnama in takoj po koncu 2. svetovne vojne.